# Buraku Felszabadító Liga
A Buraku Felszabadító Liga (部落解放同盟; Buraku Kaihó Dómei; Hepburn: Buraku Kaihō Dōmei) egyike a Japánban hátrányos megkülönböztetést elszenvedő burakumin emberi jogait védő szervezeteinek.

## Előzmény
A szervezet elődjeként az 1922-ben alapított Zenkoku Szuiheisát (全国水平社; Hepburn: Zenkoku Suiheisha) tartják, ami egy országos szerveződés keretében kívánt fellépni diszkrimináció ellen. Munkásságukat a második világháború szakította félbe, 1943-ban feloszlatták.

## Alapítás
A második világháború után 1946-ban újraegyesülő szervezetből, a Buraku Felszabadító Nemzeti Bizottságból alakult ki később a Buraku Felszabadító Liga.

## Tevékenység
Korai tevékenységük legfontosabb eleme felhívni a kormány figyelmét a burakuval kapcsolatos problémákra. Első sikereik közé sorolható, hogy az állam külön programot hozott létre a korábban a társadalomból kirekesztettek területein lakók életkörülményének javítására. Javaslataikban nagy hangsúlyt fektetnek arra, hogy az előítéletek visszaszorításának legfőbb eszköze a megfelelő oktatási rendszer. A diszkriminatív megnyilvánulások ellen nyíltan fellépnek, és erre biztatnak minden hátrányos helyzetű embert.

## Kapcsolódó szervezetek
A Buraku Felszabadító Liga Oszaka prefektúra és Oszaka város együttműködésével 1968-ban megalapította a Buraku Felszabadító Kutatóintézetet, amit 1998-ban Buraku Felszabadító és Emberi Jogok Kutatóintézete (Buraku Liberation and Human Rights Research Institute) névre keresztelték át. Tevékenységük igen sokszínű, a kutató részleg mellett oktatási, kiadói és értékesítési részleget és könyvtárat is működtetnek.
1988-ban más emberi jogokat védő szervezettel együtt megalapították az International Movement Against All Forms of Discrimination and Racism (IMADR) nevű szervezetet, amely többek között az UNESCO-val, nők és fogyatékosok jogait védő szervezetekkel karöltve harcol a megkülönböztetés és a rasszizmus ellen.